# Gösta Selling
Carl Gösta August Selling, född 28 september 1900 i Danderyd, död 20 oktober 1996 i Stockholm, var en svensk museiman, riksantikvarie och tecknare.

## Biografi
Selling blev filosofie doktor i Konsthistoria vid Stockholms högskola 1937, var anställd vid Nordiska museet och Skansen 1923–1937, stadsantikvarie och chef för Stockholms stadsmuseum 1937–1960, riksantikvarie samt chef för Riksantikvarieämbetet och Statens historiska museum 1960–1966. 
Selling var sekreterare i Samfundet S:t Erik 1931–1961, ordförande i Svenska museimannaföreningen 1952–1953 samt stiftare och styrelseledamot i AB Stadsholmen 1936–1966. Han uppgjorde saneringsförslag för delar av Gamla stan (tillsammans med arkitekt Albin Stark), var ordförande i Stockholms stads kommitté för Gamla stan 1960–1965, vice ordförande i Statens humanistiska forskningsråd 1962–1967, och ordförande i Skönhetsrådet 1967–1972.  
Selling invaldes som ledamot av Vitterhetsakademien 1959 (var dess sekreterare 1960–1966), av Gustav Adolfs Akademien för svensk folkkultur 1965 och av Vetenskapskademien 1968. Han blev 1964 den förste som erhöll Samfundet S:t Eriks plakett för berömliga insatser för Stockholm. Han tilldelades Olle Engkvist-medaljen 1979.
Som tecknare medverkade han i studenttidningen Gaudeamus 1924 och Bonniers veckotidning 1923–1929 och med illustrationer för sångboken Carminum Liber Holmiensis 1928.
Gösta Selling var son till hovrättsrådet Carl Gustaf Selling och Gurli Elisabeth Nyrén samt från 1925 gift med Vivi Hellberg.

## Bibliografi

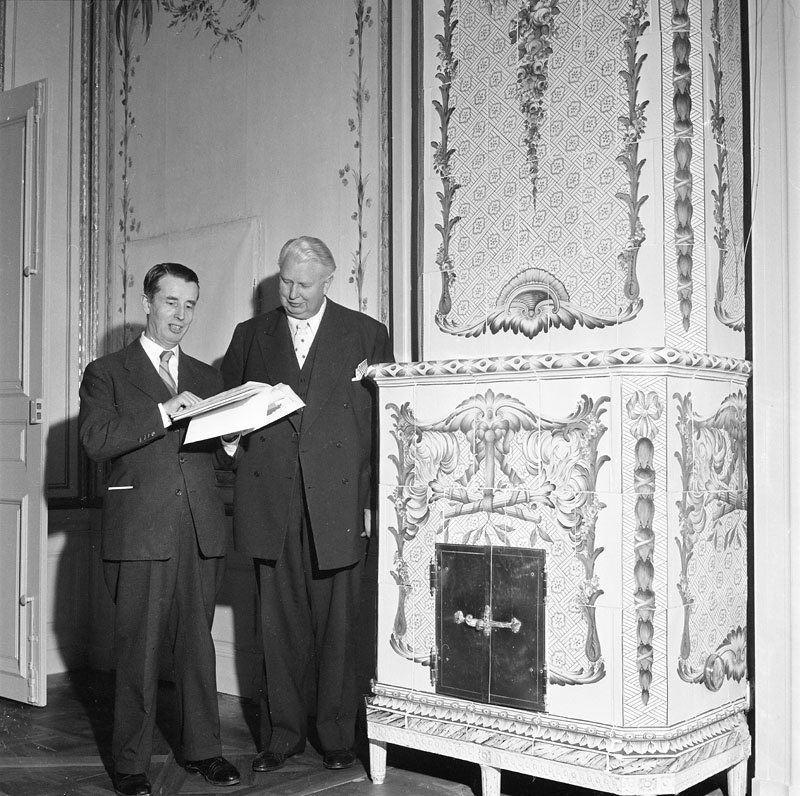
Sturehovs slott nyrestaurerat 1957; Gösta Selling (t.v.) och stadsfullmäktigeordföranden Carl Albert Anderson vid en av slottets alla Mariebergskakelugnar.